# Gary Cook
 (2021).
Gary Cook est une trilogie littéraire post-apocalyptique teintée de fantasy écrite par les auteurs français Romain Quirot et Antoine Jaunin.
Le premier tome de la saga, Le Pont des oubliés, est paru aux Éditions Nathan le 31 août 2017.
La sortie du livre est accompagnée d'une ambitieuse bande-annonce, tournée pour l'occasion. 
Le second tome La Voix des étoiles parait en juin 2018.

## Résumé de l'histoire
Gary Cook a grandi sous le pont des Oubliés, l’un des derniers refuges sur la Terre submergée par les flots. À quinze ans, il passe la plupart de son temps avec Max et Elliott à bord du Neptune, leur modeste bateau de pêche. Les trois amis rêvent de prises fabuleuses et d’aventures.
Autour d’eux pourtant, le monde touche à sa fin. Chaque année, d’immenses navettes surgissent de la mer pour fuir dans l’espace. Des navettes auxquelles les Oubliés n’ont pas accès, jusqu’au jour où Gary apprend que, pour la première fois, l’équipage vainqueur de la terrible course fantôme gagnera sa place à bord de Deucalion III. S’ils veulent faire partie du voyage, les trois amis vont devoir prendre tous les risques…

## Réception critique
Les critiques du premier tome sont très positives vantant l'originalité de l'univers, le rythme et l'écriture très cinématographique. « Une dystopie originale qui mêle avec brio récit d'apprentissage, écologie et action trépidante ». 
« Il y a dans Gary Cook les ingrédients d’une nouvelle Odyssée, très « XXIe siècle » : le rythme d’une série et le spectaculaire des grandes productions hollywoodiennes au sein d’un roman ». 